# Ottengrün (Helmbrechts)

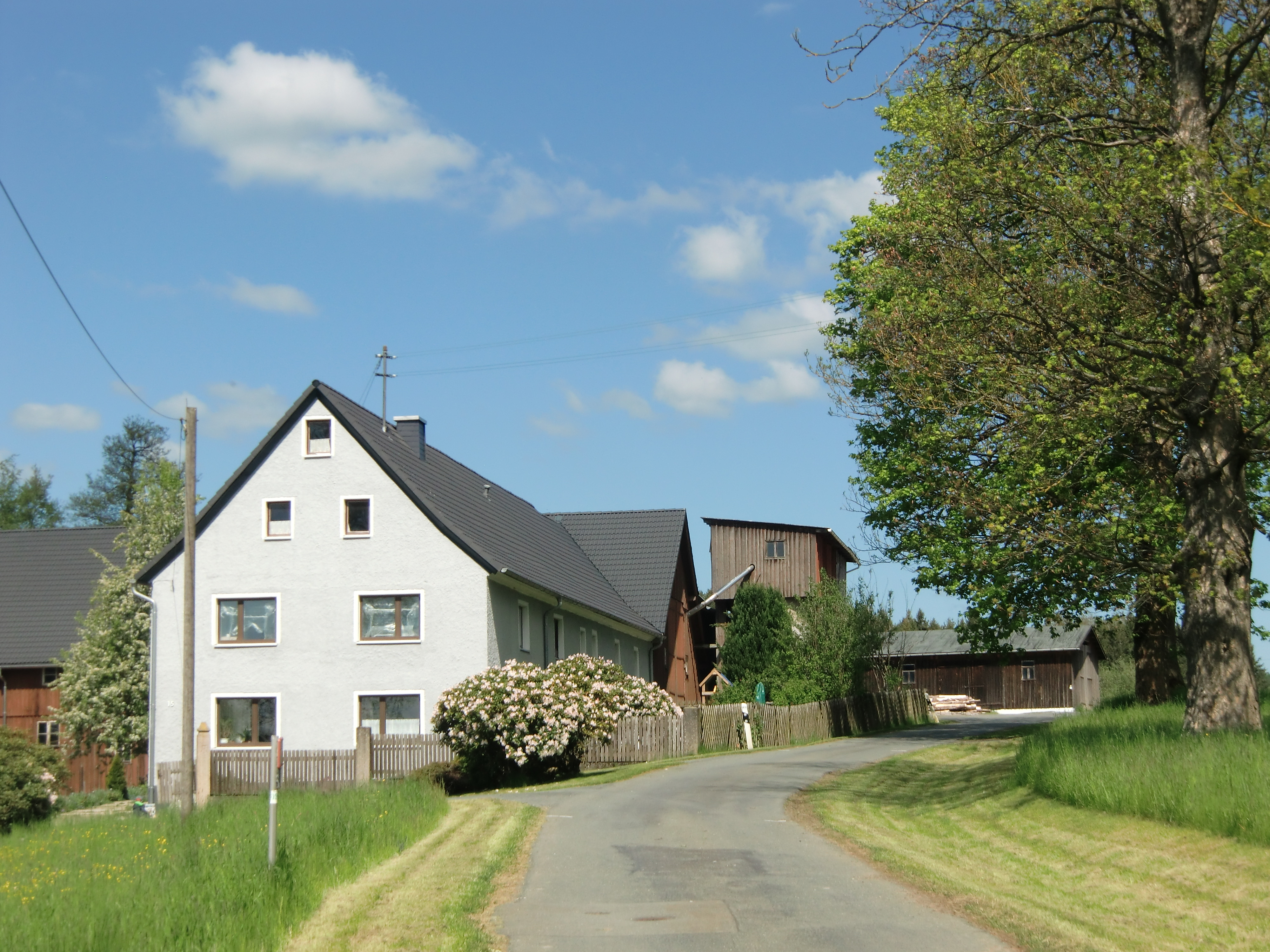
Am nordwestlichen Ortsrand

Ottengrün ist ein Gemeindeteil der Stadt Helmbrechts im Landkreis Hof (Oberfranken, Bayern). Ottengrün liegt in der Gemarkung Wüstenselbitz.
'

## Geografie
Das Dorf liegt am flachen Westhang der Geigershöhe (593 m ü. NHN) sowie am linken Ufer der Selbitz. Die Kreisstraße HO 24 führt nach Wüstenselbitz (1,6 km westlich) bzw. nach Hildbrandsgrün (1,4 km südöstlich). Die Kreisstraße HO 38 führt nach Helmbrechts zur Staatsstraße 2194 (1,7 km nördlich). Gemeindeverbindungsstraßen führen nach Geigersmühle zur St 2194 (1,8 km östlich) und nach Unterweißenbach zur Kreisstraße HO 23 (1,5 km nordwestlich). Nordöstlich des Ortes liegt das vom Eierbach durchflossene und eine reiche Flora aufweisende Naherholungsgebiet Ottengrüner Heide.

## Geschichte
Der Nürnberger Burggraf Friedrich V. hatte den Ort im Jahr 1373 vollständig erworben, als die Ritter von Sparneck die ihnen gehörenden Anteile am Ort veräußerten. Dadurch gelangte Ottengrün in den Besitz der Hohenzollern und wurde von diesen dem Amt Helmbrechts des späteren Markgraftums Brandenburg-Kulmbach/Bayreuth zugeordnet.
Zur Realgemeinde Ottengrün gehörte Geigersmühle. Gegen Ende des 18. Jahrhunderts bestand Ottengrün aus 23 Anwesen und einer Zollstätte. Die Hochgerichtsbarkeit sowie die Dorf- und Gemeindeherrschaft stand dem bayreuthischen Stadtrichteramt Münchberg zu. Grundherren waren das Kastenamt Münchberg (1 Halbhof, 1 Viertelhof, 2 Tropfhäuser) und das Klosteramt Hof (1 Drittelhof, 5 Viertelhöfe, 2 Sechstelhöflein, 5 Achtelhöflein, 2 Zwölftelhöflein, 1 Mühle, 3 Tropfhäuser).
Von 1797 bis 1810 unterstand Ottengrün dem Justiz- und Kammeramt Münchberg. Infolge des Ersten Gemeindeedikts wurde Ottengrün dem 1812 gebildeten Steuerdistrikt Wüstenselbitz und der zugleich entstandenen Ruralgemeinde Wüstenselbitz zugewiesen. Im Zuge der Gebietsreform in Bayern wurde Ottengrün am 1. Juli 1972 nach Helmbrechts eingemeindet.
Die einstige Mühle des landwirtschaftlich geprägten Quellreihendorfes ist bereits seit längerer Zeit stillgelegt.

### Baudenkmäler
- Haus Nr. 7: Zweigeschossiges Wohnstallhaus[9]

ehemalige Baudenkmäler
- Haus Nr. 4: Verputzter Wohnstallbau mit Frackdach, 18. Jahrhundert.[10]
- Haus Nr. 5: Wohnstallbau mit Frackdach, 18. Jahrhundert, Wohnteil mit massivem Erdgeschoss und Obergeschoss mit Fachwerk; der Stallteil mit Riegelwänden, das Obergeschoss darüber verschalt.[10]
- Haus Nr. 20: Zweigeschossiger, verputzter Wohnstallbau mit Halbwalmdach, Wohnungs- und Stalltür mit profilierten und geohrten Rahmungen, der Scheitelstein der Wohnungstür bezeichnet „JG 1796“ (=Johannes Geiger).[10]
- Haus Nr. 22: Zweigeschossiger, verputzter Wohnstallbau mit Halbwalmdach, die Rahmungen von Wohnungs- und Stalltür profiliert und geohrt, der Scheitelstein der Wohnungstür bezeichnet „1828“.[10]

### Einwohnerentwicklung
| Jahr      | 1799   | 1812  | 1819   | 1861   | 1871   | 1885   | 1900   | 1925   | 1950   | 1961   | 1970   | 1987  |
| Einwohner | †130   | *168  | †180   | 190    | 196    | 181    | 162    | 135    | 166    | 106    | 106    | 91    |
| Häuser    | †23    | *28   |        |        |        | 22     | 24     | 25     | 22     | 23     |        | 25    |
| Quelle    | [ 12 ] | [ 7 ] | [ 13 ] | [ 14 ] | [ 15 ] | [ 16 ] | [ 17 ] | [ 18 ] | [ 19 ] | [ 20 ] | [ 21 ] | [ 1 ] |

## Religion
Ottengrün ist evangelisch-lutherisch geprägt und war ursprünglich nach St. Johannes der Täufer (Helmbrechts) gepfarrt,  seit den 1920er Jahren ist die neu gebildete Pfarrei Wüstenselbitz zuständig.